# Franc Bohinc
Franc Bohinc, slovenski ekonomist, *1939 - konec junija 2025 (v 87. letu)
mag. ekonomije, soustanovitelj in prvi predsednik Društva ekonomistov v zdravstvu

## Odlikovanja in nagrade
Leta 2000 je prejel častni znak svobode Republike Slovenije z naslednjo utemeljitvijo: »za zasluge in prispevek pri razvoju in uveljavljanju ekonomike zdravstva in zdravstvenega varstva«.